# まんがタイムコミックス
まんがタイムコミックスは、芳文社から発行されている日本の漫画単行本レーベル。主に若者向けの4コマ漫画が中心。平成になってから創刊され、それ以前は芳文社コミックスとして発行されていた。
原則として毎月2 - 7日頃に発売され、一度に2 - 7冊発行される。定価は500 - 1,000円程度。

## 概要
芳文社より発行されている漫画雑誌のうち、『ホーム』（毎月2日発売）、『まんがタイム』（毎月7日発売）、『オリジナル』（毎月27日発売）にて連載された作品を作家別に収録している。かつて刊行されていた『ラブリー』（2011年休刊）、『ジャンボ』（2018年休刊）、『ファミリー』（2018年休刊）、『スペシャル』（2019年休刊）などの系列誌掲載の作品もこのレーベルで単行本が刊行されている。最近では、『まんがタイム』と同時に発売される事が多い。
なお、『まんがタイムきらら』（『キャラット』、『MAX』、『ミラク』含む）にて連載された作品は「まんがタイムKRコミックス」より発行される。ただし、「まんがタイムグループ」と「きららグループ」の両方で連載の時は連載開始が早い方が優先される傾向が強い。また、「まんがタイムグループ」に掲載されている萌え系作品のうちの一部が場合によってはきらら編集部が単行本化を手掛け、「まんがタイムKRコミックス」として発行される場合がある。
- 例：『風華のいる風景』（大井昌和）や、湖西晶、岬下部せすな、荒井チェリーといった「きららグループ」掲載が多い作家の単行本など。

ストーリー形式の作品はあまり単行本にならなかったが、2006年7月からは「MCS（Manga-Time Comics Stories）」の略称を付けて発行されるようになった。なおMCSシリーズ及び「まんがタイムKRコミックス」のうち『フォワード』で連載された作品はB6判で発行される。
「まんがタイム系」に掲載されているものはほぼこのレーベルより発行されるが、植田まさしの『おとぼけ課長』は芳文社コミックスより発行されている。現在では系列雑誌の連載作品の大半を青年向け4コマ漫画が占めていることから、中高年向け漫画 = 芳文社コミックス、青年向け4コマ漫画 = まんがタイムコミックス、萌え系4コマ漫画 = まんがタイムKRコミックス、エッセイ漫画 = まんがタイムコミックス・MNシリーズ、ストーリー漫画 = まんがタイムコミックス・ストーリーズとの棲み分けがされている状況にある。
2007年12月からは『らいか・デイズ』や『おねがい朝倉さん』などのような、単行本が数冊発行されており、連載雑誌でしばしばカラーで掲載されている漫画などでは、過去に収録された話を特選して「オールカラー版・本作」として再収録される事がある。定価は通常のコミックスより比較的高く、巻数の十の位に0の数字が付いている。
2012年3月には派生シリーズとして「まんがタイムコミックス・MNシリーズ」が登場。これはタイム系列ではなく『本当にあった(生)ここだけの話』系列誌収録の作品に与えられる。「MN」は『本当～』の略称「まるなま（MaruNama)」から付けられた。第1号は『マンガでよくわかる身近な法律相談SOS!』（監修：石丸幸人、作画:小沢カオル）。
2018年ごろからは月ごとの発行冊数が減少傾向となり、おおむね2冊 - 4冊で推移している。2019年からは、続巻が電子書籍版しか発行されない作品も発生している（「きらら」以外のまんがタイム系統では、『予行演習カノジョ』第2巻が初）。
2021年6月には、電子書籍限定ではあるものの、まんがタイムコミックス初の「完全版」（カラーページの完全再現および解像度の引き上げ、雑誌で使用された表紙イラストの収録、など）として、『恋愛ラボ』の電子特装版の配信が開始された。
単行本化がなされない作品や、2巻目以降が発行されない作品も、ままある。これらの場合、作品によっては作者が自費出版（同人誌）で発行したり、後に他の出版社から発行される場合もある。

## 現在発行されている主な作品
- 植田まさし - 『新コボちゃん』（A5判）読売新聞掲載
- ひらのあゆ - 『ラディカル・ホスピタル』
- 瀬田ヒナコ - 『レーカン!』
- 杜康潤 - 『孔明のヨメ。』
- 水瀬るるう - 『大家さんは思春期!』
- クール教信者 - 『小森さんは断れない!』
- 瀬戸口みづき - 『ローカル女子の遠吠え』

## オールカラー版を発行している主な作品
- むんこ - 『らいか・デイズ』
- 大乃元初奈 - 『おねがい朝倉さん』
- 師走冬子 - 『スーパーメイドちるみさん』
- 水城まさひと - 『エン女医あきら先生』
- 重野なおき - 『たびびと』
- 胡桃ちの - 『ミッドナイトレストラン7to7』（オール2色版）
- 宮原るり - 『みそララ』（1巻のみ、2巻以降は通常）
- ひらのあゆ - 『島の人』

## 完結した主な作品
- おーはしるい - 『会計チーフはゆ〜うつ』
- おーはしるい - 『夫婦な生活』
- おーはしるい - 『もっと夫婦な生活』
- 師走冬子 - 『スーパーメイドちるみさん』
- 師走冬子 - 『女クラのおきて』
- 丹沢恵 - 『ごめんあそばせ』
- 宮原るり - 『恋愛ラボ』
- 宮成樂 - 『天国のススメ!』
- むんこ - 『らいか・デイズ』